# Гарасевич Михайло Григорович
Михайло Григорович Гарасевич барон де Нойштерн (23 травня 1763, с. Якторів, Золочівський район — 29 квітня 1836, Львів) — український історик, редактор, церковний діяч, один із перших представників українського національного відродження на Галичині. Доктор богослов'я (1789). Може, найосвіченіший галицький українець того часу.

## Життєпис
Навчався в колегіумі піярів у Золочеві, у «Барбареумі» (Відень; 1782–1784) і Львівській греко-католицькій духовній семінарії (1784–1787).
Від 1787 викладач, 1790 — професор Studium Ruthenum (Руського інституту), викладав богословські дисципліни й давньогрецьку мову. Володів латинською, німецькою, італійською, польською мовами.
Деякий час редагував «Lemberger Zeitung» — перше щоденне видання Львова німецькою мовою. Від 1794 року був одним з редакторів польської газети «Dziennik Patriotycznych Polityków» у Львові (до 1797).
1795 року висвячений на священника. Від 1797 року — почесний канонік Перемишльської єпархії, від 1800 року — генеральний вікарій Львівської митрополичої капітули, від 1813 року — архіпресвітер.
Був делегований греко-католицькими ієрархами до австрійського імператора Франца I у справі відновлення Галицької митрополії (1807). Мав добрі зв'язки при цісарському дворі, у Ватикані.
Поступово звільнився від полонофільства, став переконаним захисником інтересів української спільноти. За це під час австро-французько-польської війни 1809 року разом із митрополитом Антоном Ангеловичем зазнав переслідувань від тимчасової польської управи Львова. За відданість Австрії його нагороджено орденом Леопольда, надано титул барона.
Від 1814 року (після смерті митрополита Ангеловича) до 1818 року керував Галицькою греко-католицькою митрополією.
В останній період життя заглибився в дослідження історії Галичини та її церкви, наслідком чого стала ґрунтовна збірка джерел «Історія церковної унії з римською церквою», видана згодом під редакцією каноніка Михаїла Малиновського під назвою «Annales Ecclesiae Ruthenae» (1863), яка містить матеріали не лише з історії церкви, а й з багатьох інших питань історії краю. Ще задовго до виходу у світ вона поширювалася в рукописних копіях і стала особливо популярною серед української студентської молоді, сприяючи пробудженню у неї національної свідомості.
Непідробний пієтет до вченого-патріота засвідчив Микола Устиянович у вірші «Сльоза на гробі Михайла Гарасевича».
Художник Лука Долинський виконав портрет крилошанина (каноніка) Михайла Гарасевича.